# Puntilla Aldama
Puntilla Aldama är en ort i Mexiko.   Den ligger i kommunen San Rafael och delstaten Veracruz, i den sydöstra delen av landet, 250 km öster om huvudstaden Mexico City. Puntilla Aldama ligger 15 meter över havet och antalet invånare är 4 774.
Terrängen runt Puntilla Aldama är platt. Runt Puntilla Aldama är det ganska tätbefolkat, med 185 invånare per kvadratkilometer. Närmaste större samhälle är San Rafael, 4,1 km öster om Puntilla Aldama. Omgivningarna runt Puntilla Aldama är en mosaik av jordbruksmark och naturlig växtlighet.